# Oligosita nigriptera
Oligosita nigriptera is een vliesvleugelig insect uit de familie Trichogrammatidae. De wetenschappelijke naam is voor het eerst geldig gepubliceerd in 1997 door Yuan & Cong.